# Ioulia Vladimirovna Tsvetkova
Le texte peut changer fréquemment, n’est peut-être pas à jour et peut manquer de recul. 
Le titre et la description de l'acte concerné reposent sur la qualification juridique retenue lors de la rédaction de l'article et peuvent évoluer en même temps que celle-ci.
Pour les articles homonymes, voir Tsvetkov.
Ioulia Tsvetkova, née le 23 mai 1993 à Komsomolsk-sur-l'Amour (Russie), est une artiste russe, militante pour les droits LGBT.
Ioulia Tsvetkova est reconnue prisonnière politique le 11 février 2020 par Amnesty International,. Selon les défenseurs des droits de l'homme, les poursuites pénales sont liées à son militantisme et à ses opinions féministes. Organisatrice du festival d'art militant "Couleurs de safran", créatrice du projet corporel "La femme n’est pas une poupée", elle est aussi responsable d'une troupe théâtrale fondée en 2018 ainsi que directrice d'un théâtre pour enfants nommé Merak.

## Biographie
Enfant, Ioulia Tsvetkova est déjà intéressée par l'art. À l'adolescence, elle est une petite célébrité locale, qui expose ses dessins et peintures. À l'âge adulte, elle continue ses activités artistiques et qualifie son style de primitiviste.
En 2018, Ioulia Tsvetkova crée un théâtre pour jeunes appelé Merak Balagan. Toutes les représentations comportaient des éléments de danse et d'improvisation. 
Fin 2018, Merak se met à préparer un festival de théâtre indépendant qui doit se dérouler début 2019, intitulé Couleur safran dont Tsvetkova est l'organisatrice. Merak prépare 4 productions pour ce festival : une miniature de danse sur le Printemps de Prague, une miniature de danse sur le harcèlement scolaire appelée Les Intouchables, une pièce satirique anti-guerre Bénissez le Seigneur et ses munitions et une pièce humoristique sur les méfaits des stéréotypes de genre appelée Rose et Bleu. Les enfants de sa troupe ont entre 6 et 16 ans et participent à la création des différentes pièces,.         
Tout début 2019, l'administration de la ville contacte l'administration de la Maison de la Jeunesse, où les représentations devaient avoir lieu. À la suite de ce téléphone[Lequel ?], la Maison de la Jeunesse informe Tsvetkova que ce lieu n'a plus de disponibilités pour eux pour les six prochains mois.  Les tentatives pour trouver un nouveau lieu pour héberger le festival restent vaines. Finalement Tsvetkova décide de quand même donner une seule et unique représentation, le 16 mars 2019, en présence d'un public composé exclusivement des parents des comédiens et de journalistes, notamment dans le but de tenter de démontrer que le spectacle n'est pas inapproprié pour des mineurs. Dans ce même but, la performance théâtrale est filmée. Pour sa part, la police lance une enquête contre elle pour propagande auprès des mineures de relations sexuelles non traditionnelles, en vertu de l 'interdiction législative de la propagande homosexuelle en Russie auprès des mineurs.        
En septembre 2019, Tsvetkova décide de dissoudre le théâtre Merak, dans le but d'éviter que les enfants se retrouvent confrontés à nouveau à la police ou à d'autres autorités. En octobre 2019, elle se rend à un festival féministe à Saint-Petersbourg. Elle fait l'objet de menaces en lignes, notamment des menaces de mort de la part du militant anti-LGBT Timor Bulatov.         
Des questions lui sont posées sur l'idée du festival, sur la production de cartes postales anti-guerre en lien avec ce festival et sur les pièces en préparation, en particulier celle intitulée Rose et Bleu.                       

### Accusation de création et diffusion de matériel pornographique
Elle est arrêtée le 20 novembre 2019 par la police car elle est accusée d'avoir produit et diffusé du matériel pornographique en violation de l'article 242 (3b) du code pénal russe. Tsvetkova a mis en ligne des dessins du corps féminin, y compris du sexe féminin. C'est ces dessins qui sont qualifiés de pornographie. Le délit de production et de diffusion de matériel pornographique  est puni  jusqu'à 6 ans d'emprisonnement. Lors de son arrestation, tout son matériel informatique ainsi que différentes publications et documents relatif au genre sont saisis. Après un interrogatoire, elle est assignée à résidence le 23 novembre 2019. Avant son arrestation, elle animait sur VKontakte un groupe qu'elle avait nommé "monologue du vagin" et qui visait à lutter contre les tabous liés au corps féminin dans une perspective féministe. C'est sur ce groupe qu'elle avait publié ses propres dessins ainsi que des œuvres d'autres artistes,.  
Les poursuites auraient débuté le 24 octobre 2019, à la suite d'une dénonciation du militant Timor Bulatov, qui déclare mener un "jihad moral" contre les personnes LGBT,,,

### Accusation de promotion des relations sexuelles non traditionnelles
Le 13 décembre 2019, alors qu'elle reste assignée à résidence, Ioulia Tsvetkova est reconnue coupable de "Promotion de relations sexuelles non traditionnelles entre mineurs sur Internet" pour avoir animé un ligne deux groupes relatifs aux  droits des LGBT et est condamnée à une amende de 50 000 roubles. Cette condamnation intervient alors même que ces groupes n’étaient accessibles qu'aux personnes âgées de plus de 18 ans, en conformité avec la législation russe. 
Le 17 janvier 2020, elle est à nouveau poursuivie pour ce même motif de promotion de l'homosexualité auprès des mineurs. En cause, sa publication l'année précédente dans le groupe "Colour" sur le réseau social russe VKontakte d'un dessin représentant des familles homoparentales (l'une présentant un couple lesbien et l'autre un couple gay, toutes deux avec des enfants) accompagnées du message :  «La famille est là où est l'amour. Soutenir les familles LGBT+»,,Elle écope d'une amende de 75'000 roubles,,,.

### Pressions diverses et soutien national et international
Le 24 février 2020, Tsvetkova a fait état de menaces et d'extorsion de fonds du projet homophobe "Vu".
Le 26 février 2020, Tsvetkova présente une demande à la commission d'enquête en rapport avec la restriction de son droit à recevoir des soins médicaux.
Le 2 mars 2020, le militant anti-LGBT Timur Bulatov dénonce auprès de la police la mère de Tsvetkova, Anna Khodyreva, qu'il accuse de promouvoir les relations «non traditionnelles ». La police se rend au domicile de la famille pour enquêter à ce sujet, mais mère et fille refusent de témoigner, invoquant leur droit constitutionnel à ne pas témoigner contre elles-mêmes ou leur proche parent. La presse relate que pour sa part, Tsvetkova  s'est plainte à plusieurs reprises, sur le site web du ministère russe de l'intérieur, du comportement de Bulatov, l'accusant d'ingérence dans l'enquête à son encontre et de dénonciation calomnieuse. 
Le 16 mars 2020, le tribunal de la région de Komsomolsk lève la mesure d'assignation à résidence, Tsvetkova a cependant l'interdiction de quitter le territoire (de la ville),.
Le 16 avril 2020, elle a reçu le prix international "Index on Censorship" (index sur la censure) dans la catégorie "Arts"  , devenant ainsi la deuxième femme russe à recevoir ce prix, après Anna Politkovskaïa. 
Le 8 mars 2021, une centaine manifestantes à St-Petersburg scandent des slogans réclamant sa liberté dans le cadre d'une manifestation contre le fascisme, l'homophobie et le sexisme. 

### Procès de juillet 2022
Le 3 juin 2022, le ministère de la justice annonce que Ioulia Tsvetkova est considérée par lui comme étant une «agent de l'étranger». Cette qualification judiciaire entraîne d'importantes restrictions légales et financières, comme par exemple l'obligation de mentionner le statut d'«agent de l'étranger» dans toutes ses publications en ligne,.  
Le procès se déroule en juillet 2022 et la presse étrangère n'y a pas accès. Le 15 juillet 2022, elle est acquittée de l'accusation de production et de diffusion de matériel pornographique. L'accusation avait requis trois ans et deux mois de prison à son encontre.
Une semaine plus tard, les procureurs font appel de cette décision. À partir du mois d'août, sa page du réseau social russe VKontakte est bloquée.

## Honneurs et récompenses
- En 2020, elle figure dans la liste des 100 femmes de l'année établie par la BBC dans le domaine "créativité"[35].